# تولن
شهر تولن (به آلمانی: Tulln) در استان  نیدراسترایش با جمعیت  ۱۴٬۱۹۰  نفر در کشور اتریش واقع شده‌است.